# غواصة يو-126
كانت الغواصة يو-126 واحدة من 329 غواصة خدمت في البحرية الإمبراطورية الألمانية خلال الحرب العالمية الأولى.